# 明善堂
明善堂是一座明代古民居，位于中国江苏省苏州市吴中区东山镇杨湾村上湾。其形制为明代建筑风格，包括雕花门楼、正厅、花厅、客堂、佛楼等建筑，砖雕、石雕、木雕、彩绘俱佳，尤以砖雕门楼最为精美，富丽堂皇。。
1982年3月，明善堂公布为第三批江苏省文物保护单位。2006年5月，明善堂与怀荫堂、凝德堂合并公布为第六批全国重点文物保护单位，名称“东山民居”。